# Wiaczesław Jaciuk
Wjaczesław Wiktorowycz Jaciuk,  ukr. Яцюк Вячеслав Вікторович (ur. 11 września 1969) – ukraiński dyplomata, który od 2016 roku służy na stanowisku ambasadora w Norwegii.
Ukończył stosunki międzynarodowe na Uniwersytecie Kijowskim (1995). Od 1995 roku pracuje w dyplomacji ukraińskiej, pełnił funkcje dyplomatyczne m.in. w stałej misji przy ONZ (1997-2000), ambasadzie w Londynie (2005-2009) i ambasadzie w Moskwie (2010-2012).